# Masahiro Wada
Pour les articles homonymes, voir Masahiro.
Masahiro Wada (和田 昌裕, Wada Masahiro) est un footballeur et entraîneur japonais né le 21 janvier 1965 à Kobe au Japon.